# Région métropolitaine de Victoria
 (juin 2017).
Si vous disposez d'ouvrages ou d'articles de référence ou si vous connaissez des sites web de qualité traitant du thème abordé ici, merci de compléter l'article en donnant les références utiles à sa vérifiabilité et en les liant à la section « Notes et références ».
La région métropolitaine de Victoria est une agglomération de municipalités qui se situe en Colombie-Britannique, sur la côte sud de l'île de Vancouver. L'agglomération, qui comprend les 13 municipalités les plus à l'est du District régional de la Capitale (CRD) et de plusieurs îles au large de la côte de la péninsule de Saanich, fonctionne comme une entité culturelle plutôt qu'une organisation politique. La CRD se charge de certains aspects de l'administration pour toute la région; d'autres fonctions sont mises en charge par chaque municipalité de la région de métropolitaine de Victoria. En gros, la région métropolitaine entière constitue de toutes les terres qui se situent à l'Est d'une ligne imaginaire qui traverserait le côté sud du fjord de Finlayson Arm, jusqu'à la rive Est du port de Sooke.  
De nombreuses institutions associées avec la ville de Victoria (eg. l'Université de Victoria, l'aéroport international de Victoria) se situent en dehors de la ville même dans des banlieues voisine. Cependant, Victoria est la localité qui est indiquée dans les adresses postales de plusieurs municipalités de la CRD et d'autres lieux limitrophes de Victoria. Conséquemment, la ville propre de Victoria influence d'une manière culturelle sur une grande partie des municipalités et d'organisations dans la région.

## Climat
| Mois                                | jan.  | fév. | mars | avril | mai  | juin | jui. | août | sep. | oct. | nov.  | déc.  |
| ----------------------------------- | ----- | ---- | ---- | ----- | ---- | ---- | ---- | ---- | ---- | ---- | ----- | ----- |
| Température minimale moyenne (°C)   | 3,7   | 4    | 4,8  | 6,2   | 8,1  | 10,1 | 11,3 | 11,4 | 10,1 | 8    | 5,6   | 4     |
| Température moyenne (°C)            | 5,5   | 6,1  | 7,5  | 9,5   | 11,9 | 14,2 | 15,7 | 15,8 | 13,9 | 10,6 | 7,5   | 5,7   |
| Température maximale moyenne (°C)   | 7,2   | 8,2  | 10,2 | 12,8  | 15,6 | 18,2 | 20,1 | 20,1 | 17,5 | 13,2 | 9,4   | 7,4   |
| Record de froid (°C)                | −8    | −11  | −4   | 0,6   | 3    | 5,6  | 8    | 7    | 5    | −2   | −10,5 | −10   |
| Record de chaleur (°C)              | 14,5  | 15   | 18,5 | 22    | 27,5 | 30,5 | 28,5 | 29,5 | 27,5 | 23   | 16,1  | 15    |
| Précipitations (mm)                 | 102,2 | 76,7 | 51,5 | 36,1  | 34,2 | 25,5 | 16,1 | 23,8 | 25,9 | 66,9 | 130,8 | 109,2 |
| dont pluie (mm)                     | 99,4  | 72,7 | 50,9 | 36,1  | 34,2 | 25,5 | 16,1 | 23,8 | 25,9 | 66,7 | 129   | 105,8 |
| dont neige (cm)                     | 2,8   | 4    | 0,2  | 0     | 0    | 0    | 0    | 0    | 0    | 0,2  | 1,9   | 3,4   |
| Nombre de jours avec précipitations | 16,7  | 14,9 | 15   | 12,2  | 10,9 | 8,9  | 6,1  | 5,9  | 7,3  | 13,6 | 18,8  | 17,7  |
| Nombre de jours avec neige          | 0,88  | 1    | 0,11 | 0     | 0    | 0    | 0    | 0    | 0    | 0,07 | 0,39  | 0,96  |

## Démographie
La région métropolitaine de Victoria a une population de 367 770 personnes d'après le Recensement du Canada de 2016. Le district comprend deux des régions les plus peuplées parmi les quinze municipalités les plus peuplées de Colombie-Britannique (Saanich, 7e ; Victoria, 13e). D'après le recensement de 2016, la région métropolitaine de Victoria est la quinzième plus importante agglomération du Canada. La population cumulative des villes, municipalités, lieux non-incorporés et des réserves indiennes dans la région se trouve ci-dessous :
1. Saanich : 114 148
2. Victoria : 85 792
3. Langford : 35 342
4. Oak Bay : 18 094
5. Esquimalt : 17 655
6. Colwood : 16 859
7. Central Saanich : 16 814
8. Sooke : 13 001
9. Sidney : 11 672
10. North Saanich : 11 249
11. View Royal : 10 408
12. Réserves indiennes : 6 150
13. Metchosin : 4 708
14. Juan de Fuca Electoral Area : 4 860 (les parties situées dans le district de Victoria)
15. Highlands : 2 225

### Ethnicités
Par rapport avec la Région métropolitaine de Vancouver, on ne trouve pas autant de diversité ethnique dans les environs de Victoria où la majorité de la population est de souche européenne. Toutefois, il existe aussi une communauté importante de personnes de souche chinoise qui étaient venue en masse pour chercher de l'emploi durant la ruée vers l'or Fraser de 1858 à 1860. Ce flot de population chinoise vers la fin du XIXe siècle a permis l’établissement d'un quartier chinois qui figure parmi les plus anciens d'Amérique du Nord. Seul le quartier chinois de San Francisco fut établi avant. Parmi la population locale, on trouve également des indigènes et leurs descendants. Certaines peuplades ont vécu dans la région depuis des milliers d'années.  
Les peuples ayant les populations les plus importantes d'après le recensement de 2001 sont : 
1. Anglais - 131,670
2. Écossais - 79,275
3. Irlandais - 56,655
4. Allemands - 34,345
5. Français - 29 440
6. Hollandais - 13,805
7. Ukrainiens - 12,770
8. Chinois - 11,720
9. Aborigènes - 10,230.

## Culture
La plupart des municipalités de Victoria organisent leurs propres foires chaque année. La foire de Saanich qui se déroule au début du mois de septembre est la foire la plus ancienne de la région; cependant, elle est fréquentée par plus de visiteurs que n'importe quelle autre foire de la région.
Les alentours de Victoria disposent aussi d'une grande variété de facilités de sport et endroits de divertissement culturels. Le climat méditerranéen doux de la côte fait en sorte que les changements climatiques sont moins extrêmes, ce qui rend l'utilisation de nombreux endroits de sport en plein air, agréable l'année longue. Le festival de musique de Rifflandia se déroule au centre-ville après la rentrée des classes au mois de septembre. Le festival de lanternes Luminara est populaire dans la région; attirant des milliers de visiteurs chaque année dans le parc Beacon Hill. L'orchestre symphonique de Victoria réalise plus d'une centaine de concerts par an, dont le fameux Symphony Splash, un concert annuel qui se déroule abord d'une barge au centre du port de la ville au mois d’août.

## Endroits d'importance

### Universités et collèges
- Camosun College (Saanich et Oak Bay)
- Lester B. Pearson College (Metchosin)
- Pacific Rim College (Victoria)
- Université Royal Roads (Colwood)
- Université de Victoria (Saanich et Oak Bay)
- Université Canada West (fermé depuis 2011)
- Vancouver Island School of Art (Victoria)
- Victoria College of Art (Victoria)

### Hopitaux
- Royal Jubilee Hospital (Victoria et Saanich)
- Saanich Peninsula Hospital (Central Saanich/Saanich Peninsula)
- Victoria General Hospital (View Royal)

### Installations militaires
(Ministère de la Défense nationale)
- CFB Esquimalt HMC Dockyard (Esquimalt)
- CFB Esquimalt Naden (Esquimalt)
- HMCS Malahat (Victoria)
- Bay Street Armoury (Victoria)
- Lieutenant General E.C. Ashton Armoury (Saanich)
- Aéroport international de Victoria Air Force Squadron detachment (North Saanich)

### Parcs et lieux naturels
- Elk/Beaver Lake Regional Park (Saanich)
- East Sooke Regional Park (Juan de Fuca EA)
- Goldstream Provincial Park (Langford)
- Beacon Hill Park (Victoria)
- Francis/King Regional Park (Saanich)
- Galloping Goose Regional Trail (Victoria et Sooke)
- John Dean Provincial Park (North Saanich et Central Saanich)
- Gowlland Tod Provincial Park (Highlands, et Juan de Fuca EA)
- Mont Douglas Park (Saanich)
- Mont Work Regional Park (Saanich, Highlands, et Juan de Fuca EA)
- Sooke Potholes Regional Park, Sooke Potholes Provincial Park et Sooke River Provincial Park (Sooke)
- Swan Lake/Christmas Hill Nature Sanctuary (Saanich)
- Thetis Lake Regional Park (View Royal, Langford, et Highlands)
- Uplands Park (Oak Bay)
- Saxe Point Park/Fleming Beach, des emplacements de batteries navales de la Seconde Guerre mondiale (Esquimalt)
- Hartland landfill (VTT, visites guidés et randonnées) (Saanich)
- Mont Tolmie (Saanich)

### Institutions scientifiques
- Observatoire fédéral d'astrophysique/National Research Council of Canada (Saanich)
- Gonzales Observatory for Atmospheric Biogeochemistry Research (Oak Bay)
- Institute of Ocean Sciences/Fisheries and Oceans Canada (North Saanich)
- Commission géologique du Canada, GSC Pacific/Ressources naturelles Canada (Sidney)

### Sites d’intérêts

#### Historiques
- Craigdarroch Castle (Victoria)
- Craigflower Manor et Craigflower Schoolhouse (Saanich)
- Empress Hotel (Victoria)
- Fort Rodd Hill et phare de Fisgard / Parcs Canada (Colwood)
- Hatley Park (Colwood)
- Ross Bay Cemetery (Victoria)
- Harling Point Chinese Cemetery (Oak Bay)
- Veteran's Cemetery (Esquimalt)
- Chinatown (Victoria)
- Fleming Beach, historical defence bunkers (Esquimalt)
- Emily Carr House (Victoria)
- Victoria High School (Victoria)
- Camosun College (Saanich)
- Beacon Hill Park (Victoria)
- Government House (Victoria)
- Legislature of British Columbia (Victoria)
- Helmcken House (Victoria)
- Victoria Police Department (en) Station Museum (150 years of policing artifacts) (Victoria)
- Jardins Butchart (Central Saanich)

#### Politiques
- Government House (Victoria)
- Parliament Buildings (Victoria)
- Victoria City Hall (Victoria)

#### Culturels
- Art Gallery of Greater Victoria (Victoria)
- British Columbia Aviation Museum (Sidney)
- CFB Esquimalt Musée militaire (Esquimalt)
- Chinatown (Victoria)
- Maltwood Art Gallery UVic University Centre (Saanich)
- Musée royal de la Colombie-Britannique et IMAX National Geographic Theatre (Victoria)
- Shaw Ocean Discovery Centre (Sidney)
- Thunderbird Park (Victoria, British Columbia)

### Facilités de sports
Golf
- Bear Mountain Golf and Country Club (Langford)
- Cedar Hill Golf Course (Saanich)
- Gorge Vale Golf Club (Esquimalt)
- Olympic View Golf Club (Langford et Colwood)
- Royal Colwood Golf and Country Club (Colwood)
- Royal Oak Golf Club (Saanich)
- Uplands Golf Club (Oak Bay)
- Victoria Golf Club (Oak Bay)
- Highland Pacific Golf (Saanich)
- Prospect Lake Golf Course (Saanich)
- Cordova Bay Golf Course (Saanich)

Autres
- Gordon Head Recreation Centre (Saanich)
- Cedar Hill Recreation Centre (Saanich)
- Victoria City Rowing Club (Saanich)
- Crystal Pool (Victoria)
- George Pearkes Recreation Centre (Saanich)
- Juan de Fuca Recreation Centre (Colwood)
- Save-on-Foods Memorial Centre arena (Victoria)
- Royal Victoria Yacht Club (Oak Bay)
- Saanich Commonwealth Place (piscine et bibliothèque publique-Greater Victoria Public Library) (Saanich)
- Victoria Curling Club (Victoria)
- Western Speedway (moto-cross et sports automobiles) (Langford)
- Bear Mountain Arena (Colwood)
- Royal Athletic Park (Victoria)
- Centennial Stadium (athlétisme) (Saanich, Université de Victoria)
- Esquimalt Recreation Centre (Esquimalt)
- Panorama Recreation Centre (North Saanich)
- Oak Bay Recreation Centre (Oak Bay)
- Eagle Ridge Community Centre (Langford)
- City Centre Park (Langford)

### Transports et ports
- Black Ball Ferries (destination Port Angeles, Washington) (Victoria)
- Esquimalt and Nanaimo Railway terminus (Victoria)
- Victoria Harbour (Victoria)
  - Victoria Inner Harbour Airport
- Swartz Bay Ferry Terminal (BC Ferries to Tsawwassen, near Vancouver) (North Saanich)
- Aéroport international de Victoria (North Saanich)
  - Victoria Airport Water Aerodrome
- Washington State Ferries (Sidney, vers les îles San Juan et Anacortes)
  - Downtown Victoria, Helijet hélicoptère de service à Vancouver, (Victoria)